# Беляев, Юрий Дмитриевич
Юрий Дмитриевич Беляев (10 декабря 1876 — 5 (18) января 1917) — русский журналист, театральный критик, прозаик и драматург.

## Биография
Учился в 4-й Петербургской (Ларинской) гимназии.
Дебютировал в «Живописном обозрении стран света» под редакцией А. К. Шеллера-Михайлова.
В газете «Россия» (редактор А. В. Амфитеатров) заведовал театральным отделом; затем стал постоянным сотрудником «Нового Времени». Писал статьи о театре, о художественных выставках, маленькие фельетоны, пародии и шаржи под псевдонимами «Виконт д’Аполинарис» и «Водевиль».
Критические статьи Беляева собраны в книжках «Актеры и пьесы» (СПб., 1902) и «Мельпомена» (ib., 1905).
Издал два очерка: «В. Ф. Комиссаржевская» и «Л. Б. Яворская». Автор фантастической истории "Красный кабачок".
В 1905 году предпринял путешествие по Волге и Заволжью, результатом которого явились фельетоны, собранные после в книжку «В некотором царстве».
С 1908 начал писать для театра. Большой успех, благодаря сценическому мастерству, имели его пьесы: «Путаница, или 1840 год», «Красный Кабачок», «Старый Петергоф» и особенно «Псиша» (1911—1912), «Царевна-лягушка»; «Дама из Торжка». Менее известны его беллетристические опыты: «Барышни Шнейдер»; «Сестры Шнейдер»; «Городок в табакерке» и др.
Его пьесы тяготели к старинной водевильной традиции и построены, в основном, на историко-бытовом материале.
В 1916 году получил сотрясение мозга, подскользнувшись на лестнице; от последствий травмы скончался 5 (18) января 1917 года в Петрограде. Был похоронен в Александро-Невской лавре на Никольском кладбище; могила не сохранилась.